# Max Föhrenbach (General)
Max Föhrenbach (* 12. April 1872 in Rastatt; † 26. Juni 1942 in Freiburg im Breisgau) war ein deutscher General der Artillerie im Zweiten Weltkrieg.

## Leben
Föhrenbach trat am 20. Juli 1891 als Fahnenjunker in das Feldartillerie-Regiment „Großherzog“ (1. Badisches) Nr. 14 in Karlsruhe ein. Nachdem er am 17. November 1891 zum Fähnrich ernannt und am 17. September 1892 zum Sekondeleutnant befördert worden war, folgt vom 1. Oktober 1894 eine einjährige Kommandierung zur Artillerie- und Ingenieurschule nach Berlin. Im Anschluss daran fungierte Föhrenbach als Adjutant der II. Abteilung in seinem Stammregiment. Man ernannt ihn am 1. Oktober 1899 zum Regimentsadjutanten und beförderte Föhrenbach am 18. August 1900 zum Oberleutnant. Für zwei Jahre wurde er ab 10. März 1904 in den Großen Generalstab nach Berlin kommandiert und mit seiner Beförderung zum Hauptmann am 20. März 1906 schließlich bis 27. Januar 1907 hierher versetzt. Im Anschluss daran folgte eine zweijährige Verwendung im Generalstab des XIII. Armee-Korps. Zwei weitere Jahre war er Batteriechef im 3. Württembergischen Feldartillerie-Regiment Nr. 49. Am 13. September 1911 folgte seine Versetzung in den Generalstab des Generalkommandos Ulm sowie die dortige Beförderung zum Major am 1. Oktober 1912. Ein Jahr später kam Föhrenbach in den Generalstab der 9. Division.
Hier verblieb er über den Ausbruch des Ersten Weltkriegs hinaus bis zum 13. April 1915, um dann zunächst als Chef des Stabes den Generalstab des V. Armee-Korps zu fungieren sowie ab 6. Mai 1917 in gleicher Funktion die Leitung beim XIV. Armee-Korps zu übernehmen. Am 23. Dezember 1917 folgte seine Ernennung zum Kommandeur des Altmärkischen Feldartillerie-Regiment Nr. 40 und als solcher wurde er am 27. Januar 1918 Oberstleutnant. Vom 26. Februar bis 31. Oktober 1918 befehligte Föhrenbach das Feldartillerie-Regiment Nr. 107 und übernahm dann für ein Jahr die Leitung des Generalstabes des Landwehrkorps.
Föhrenbach wurde nach Kriegsende in die Reichswehr übernommen und zunächst als Chef des Generalstabes im Wehrkreis VI (Münster) verwendet. Man ernannte ihn am 1. Oktober 1920 zum Kommandeur des 1. (Preußisches) Artillerie-Regiments und beförderte ihn am 18. Dezember 1920 zum Oberst. Vom 1. Oktober 1922 bis 31. Januar 1928 war Föhrenbach dann Artillerie-Führer V und als solcher am 1. Januar 1925 zunächst Generalmajor sowie am 1. Mai 1927 Generalleutnant geworden. Ab 1. Februar 1928 fungierte Föhrenbach als Kommandeur der 6. Division und war in dieser Funktion auch gleichzeitig Befehlshaber des Wehrbereichs VI. Unter gleichzeitiger Beförderung zum General der Artillerie erfolgte am 30. April 1931 seine Ablösung sowie seine Versetzung in den Ruhestand. Föhrenbach erhielt mit dem Datum ferner die Erlaubnis zum Tragen der Uniform des 1. (Preußisches) Artillerie-Regiments.
Man reaktivierte Föhrenbach am 14. Mai 1940 während des Zweiten Weltkriegs und ernannte ihn zum Kommandierenden General des stellvertretenden II. Armeekorps sowie zum Befehlshaber des  Wehrbereichs II. Am 30. April 1942 wurde er abberufen und in die Führerreserve versetzt. Ohne ein weiteres Kommando erhalten zu haben, verstarb Föhrenbach am 26. Juni 1942.

## Auszeichnungen
- Roter Adlerorden IV. Klasse[1]
- Eisernes Kreuz (1914) II. und I. Klasse[1]
- Ritterkreuz des Königlichen Hausordens von Hohenzollern mit Schwertern[1]
- Preußisches Dienstauszeichnungskreuz[1]
- Ehrenkreuz des Fürstlichen Hausordens von Hohenzollern III. Klasse mit Schwertern[1]
- Bayerischer Militärverdienstorden III. Klasse mit Schwertern[1]
- Ritterkreuz I. Klasse des Friedrichs-Ordens mit Schwertern[1]
- Ritterkreuz I. Klasse des Ordens vom Zähringer Löwen mit Schwertern[1]
- Hanseatenkreuz Hamburg[1]
- Offizierskreuz des Reußischen Ehrenkreuzes mit Schwertern[1]